# Potes

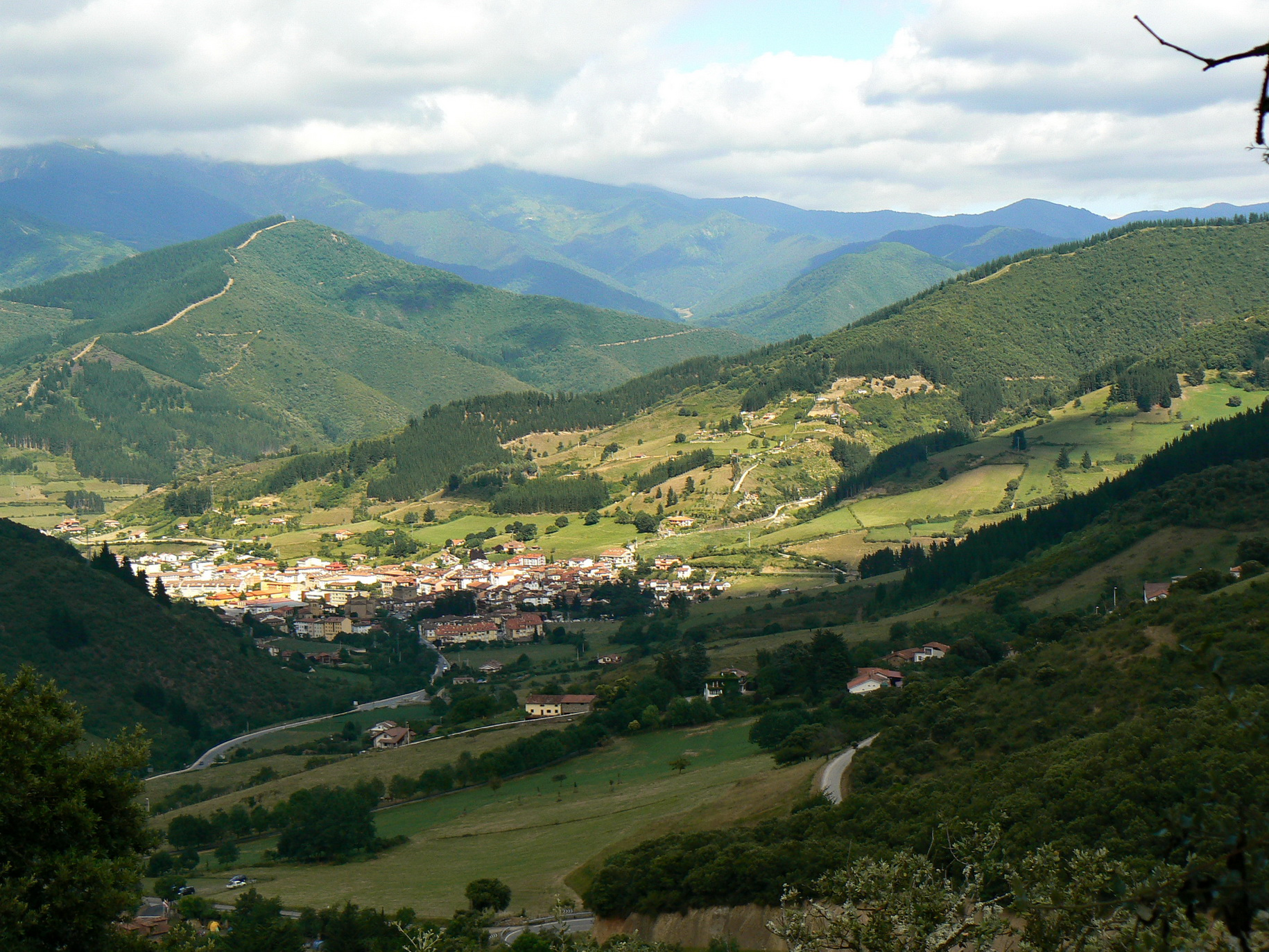
Panorama van Potes

Potes is een gemeente in de Spaanse provincie Cantabrië in de regio Cantabrië met een oppervlakte van 8 km². Potes telt 1.360 inwoners (1 januari 2016).
De gemeente ligt in het centrum van de regio Liébana, waarvan het de hoofdstad is. Ze ligt ook op de samenvloeiing van twee valleien, die van de Río Deva en de Río Quiviesa, die beide ontspringen in het hooggebergte van de Picos de Europa. Het is een belangrijke toegangspoort tot de Picos, waar ook een bezoekerscentrum te vinden is.

## Geboren
- Álvaro González Soberón (8 januari 1990), voetballer

## Bezienswaardigheden
- De kerk van San Vicente;
- Het historische centrum van Potes, met nauwe straatjes en bruggetjes over de Río Quiviesa;
- De Torre del Infantado, een versterking uit de 14e eeuw, nu gemeentehuis;
- Door Potes loopt de Ruta Lebaniega, die de twee pelgrimswegen, de Camino Francés in het binnenland en de Camino del Norte langs de Atlantische kust verbindt;
- Enkele kilometers ten westen buiten Potes ligt het Monasterio de Santo Toribio de Liébana, een romaans klooster;
- Het bezoekerscentrum van het Nationaal park Picos de Europa;
- Stroomafwaarts van Potes stroomt de Río Deva door de Desfiladero de la Hermida, een nauwe en diepe kloof door het oostelijke massief van de Picos de Europa.

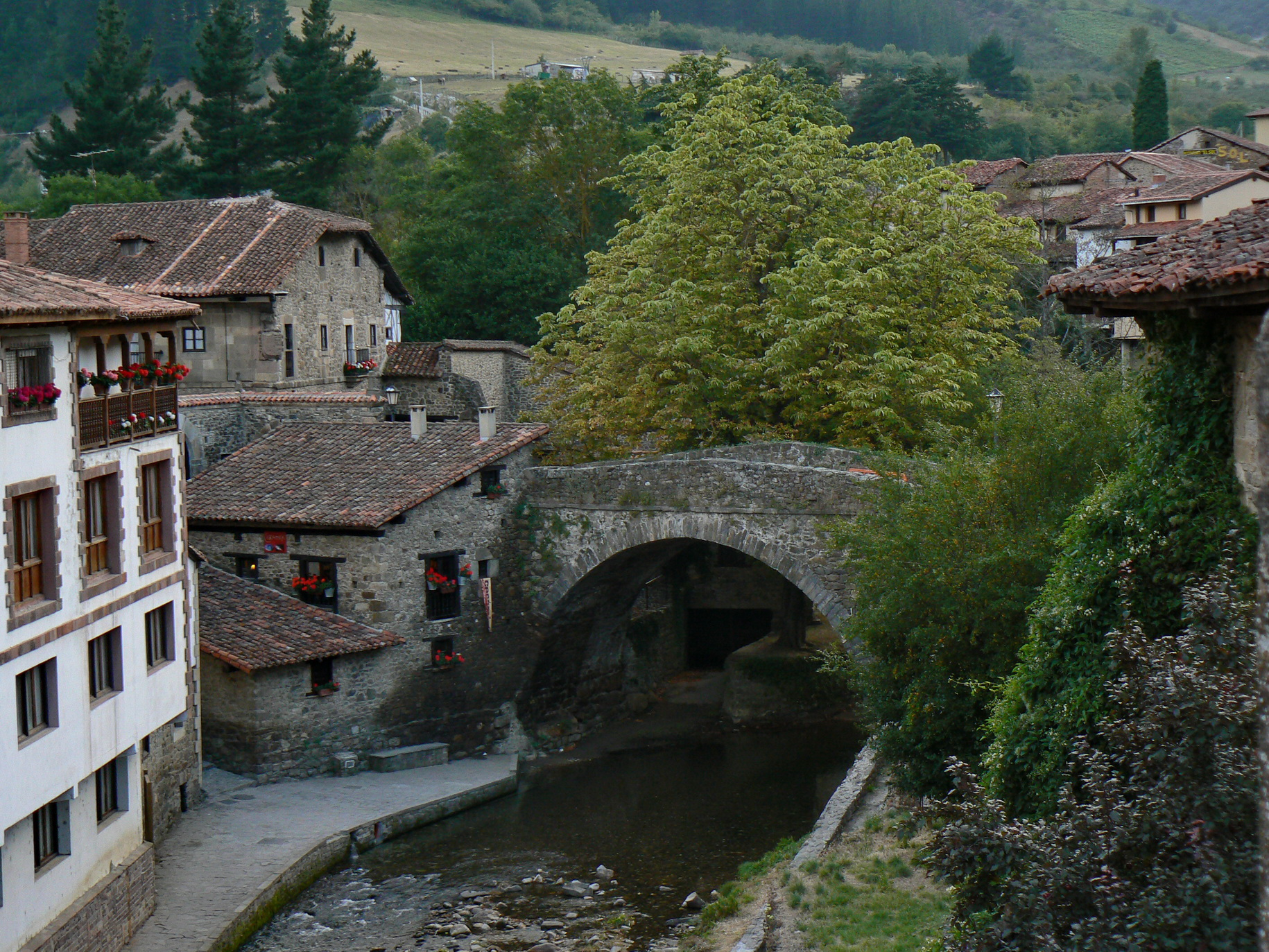
Potes, brug over de Rio Quiviesa
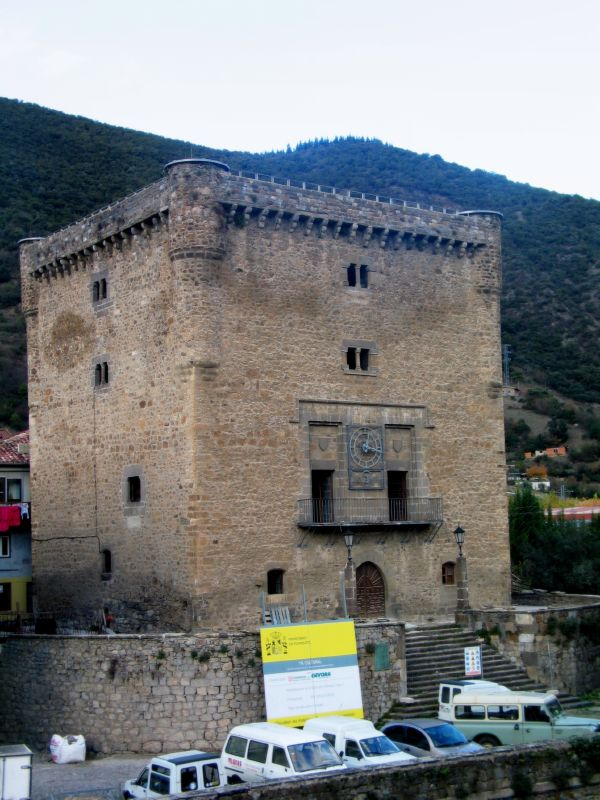
Potes, de Torre del Infantado
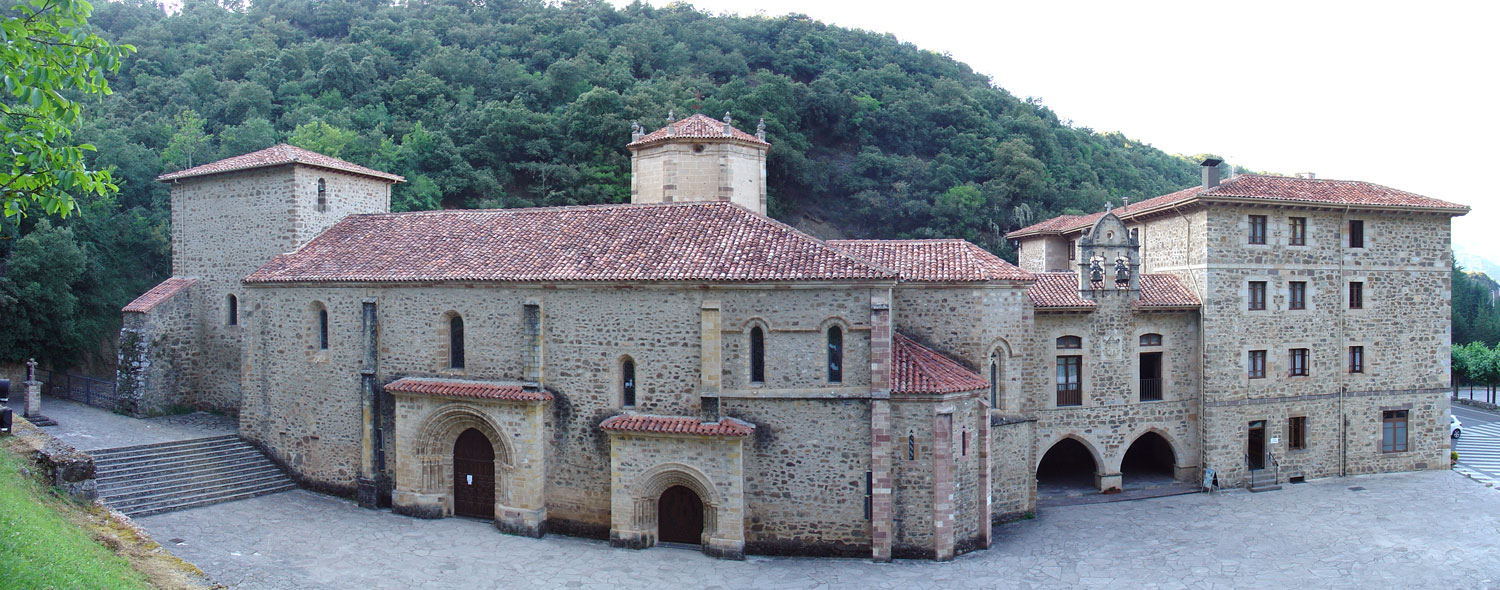
Potes, het Monasterio de Santo Toribio de Liébana

## Demografische ontwikkeling
Bron: INE; 1857-2011: volkstellingen